# François Ambroise Didot
François Ambroise Didot, född 1730, död 1804, var en fransk boktryckare av familjen Didot.
Didot övertog sin fars boktryckarverkstad i Paris, och utvecklade tryckstilarna, uppfann velinpapperet och på uppdrag av Ludvig XVI lät han för dauphin trycka en samling av klassiska författare. Bland andra verk utgivna från hans officin märks Torquato Tassos Gerusalemme liberata (2 band, 1784-1786) och Paul Jérémie Bitaubés översättning av Homeros (12 band, 1787-1788).
Didot införde även måttet Cicero.